# 一色あづる
一色 あづる（いっしき あづる、1949年 - ）は、日本の映像作家、アニメーター。
主に、NHKの音楽番組「みんなのうた」「おかあさんといっしょ」などのアニメーションを制作している。東京都生まれ。

## 作品一覧

### みんなのうた
- ◆は、5分間1曲枠の楽曲（ロングのうた）。
- 1.チグエソ 地球の空の下で / ユ・ヘジュン（2006年4月・5月放送）◆
- 2.夢人 ～ユメジン～ / 谷村新司（2007年8月・9月放送）◆